# St. Margaretha (Madfeld)

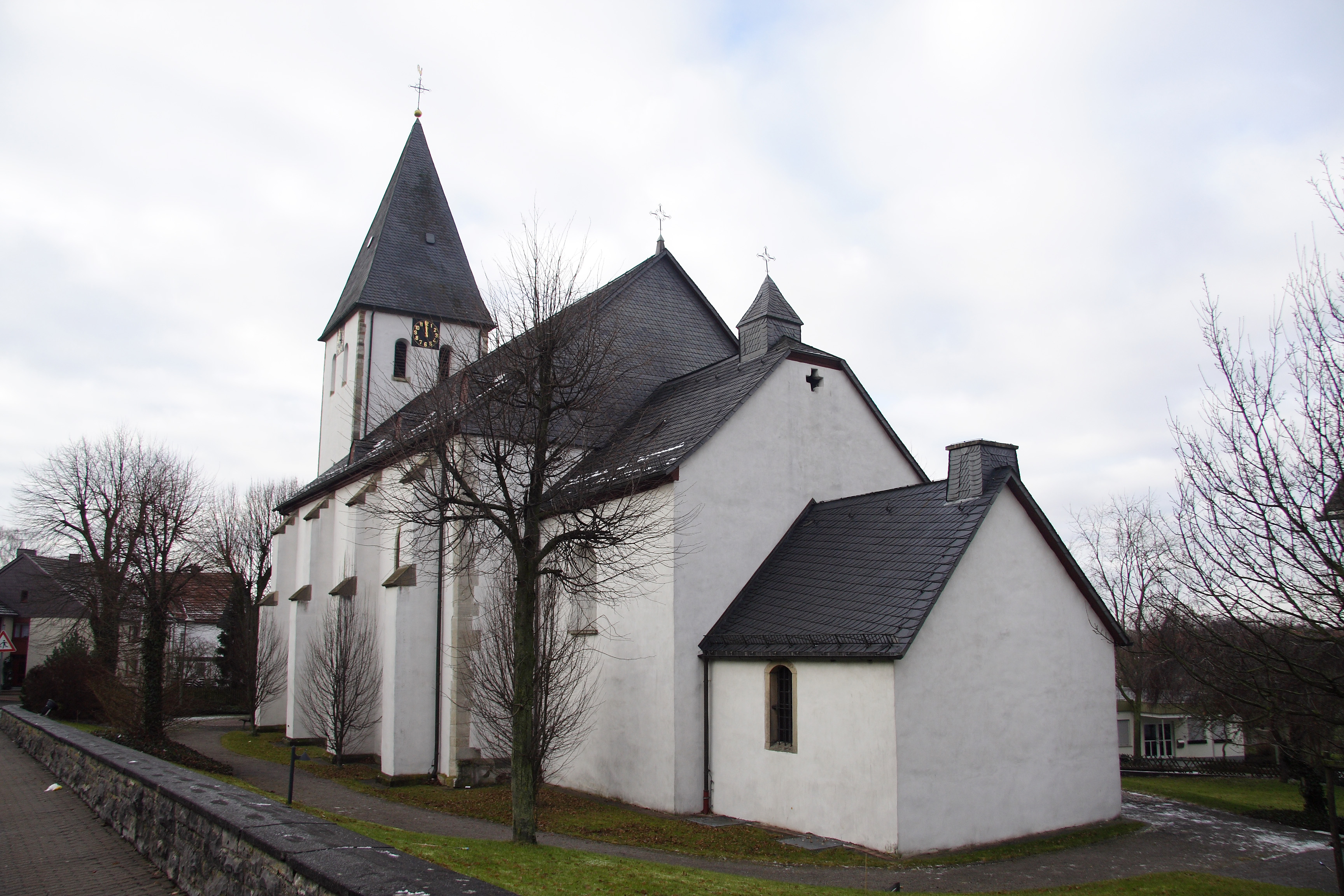
Westansicht der katholischen Pfarrkirche St. Margaretha Madfeld.

St. Margaretha Madfeld ist eine römisch-katholische Pfarrkirche in der Briloner Ortschaft Madfeld. Sie gehört dem Erzbistum Paderborn an. Kirchenpatronin ist Margareta von Antiochia. Der Chor ist ein Überrest des Vorgängerbaus, einer romanischen Basilika. Die Kirche beherbergt einen frühbarocken Hochaltar von Heinrich Papen.

## Geschichte der Pfarrei
Madfeld war ursprünglich ein Landschaftsname. (Vergleichbar dem benachbarten Sintfeld). Auf dem Madfeld gab es drei Kirchen oder Kapellen: eine der heiligen Margarete geweihte in Oestlingen, eine andere im wüst gefallenen Ort Walberinghusen und eine weitere im wüst gefallenen Ort Hemminghusen.
Das Gründungsdatum der Pfarrei ist unbekannt. Erste urkundliche Erwähnungen existieren für 1238 und 1250. Eventuell geht sie auf eine Kapelle der Urpfarrei Haldinghausen zurück oder wurde vom adeligen Damenstift Böddeken gegründet. So oder so gehörte sie dem Bistum Paderborn an. Das Damenstift Böddeken oder deren Vögte, die Edelherren von Büren, könnten zunächst die Besitzer gewesen sein. Zumindest ging von den Edelherren von Büren 1340 der Besitz und das Patronat an die Herren von Padberg über. Unter den Herren von Padberg erhielt die Kirche Pfarrrechte. Der Pfarrer von Oestlingen war bei Taufen, Eheschließungen und Beerdigungen zuständig für die beiden auf dem Madfeld gelegenen Kapellen.
In einer Auflistung der Pfarreien des Bistums Paderborn um 1450 (oder früher) fehlt die Kirche zu Oestlingen. Vermutlich war der Ort wüst gefallen, zumindest aber die Pfarrei aufgegeben worden. Antonius vom Alten Haus Padberg (Tönies von Padberg) soll 1482 die verbliebenen Bewohner der Dörfer Glindene, Hemminghusen, Oestlingen, Lübberinghausen, Heddinghausen und Detbelinghausen zusammengezogen haben. Aufgrund der vorhandenen Pfarrkirche wurden sie in Oestlingen angesiedelt. Gleichzeitig erhob das Kloster Bredelar Ansprüche auf das Gebiet. Die Parteien einigten sich 1507: unter anderem erhielten die Herren von Padberg die Kirche, das Kloster Bredelar dafür den Kirchenzehnten. Es musste von diesem zwei Malter Korn für die Ernährung des Pfarrers von Oestlingen abtreten.
Neben den Auseinandersetzungen zwischen den Herren von Padberg und dem Kloster Bredelar kam es zu Konflikten mit den Herren von Westphalen, in die sich bald das Erzbistum Köln und das Bistum Paderborn einmischten. Die Parteien einigten sich 1562 auf einen Grenzverlauf, Bleiwäsche wurde von Oestlingen abgetrennt, blieb aber weiterhin Teil der Pfarrei Oestlingen. Erst 1713 wurde die Kirche St. Agatha abgepfarrt.
Bei der Neubesiedlung Oestlingens dürfte von der ehemaligen Kirche nur noch eine Ruine erhalten geblieben sein. Das Datum des Wiederaufbaus und des Einzugs eines Pfarrers in das Pfarrhaus ist unbekannt, haben aber vor 1576 stattgefunden. In diesem Jahr fand vermutlich ein Diözesanwechsel von Paderborn nach Köln statt.
Mit dem Aufkommen der Reformation setzte sich das Erzbistum Köln gegen protestantische Pastoren ein. Johannes Luerwald, der Pfarrer von Thülen, war dort abgesetzt worden. Adam Gottschalk von Padberg als Patronatsherr setzte ihn in Oestlingen ein, jedoch ohne Erlaubnis Kölns. Luerwald ehelichte um 1612 in Oestlingen seine Konkubine und wurde daraufhin amtsenthoben und des Landes verwiesen. Er zog aber gemeinsam mit seiner Konkubine wieder nach Thülen. Die evangelische Konfession konnte sich in der Folge nicht in Oestlingen durchsetzen.
Ab etwa 1615 wurden Pfarrei wie Kirche unter dem Namen Madfeld geführt, auch in anderen Urkunden setzte sich die Bezeichnung Madfeld für Oestlingen langsam durch. Ab 1667 liegen Kirchenbücher vor.
Seit 1821 gehört die Pfarrei wieder zum Bistum Paderborn. Einer Aufstellung vom 13. März 1835 ist zu entnehmen, dass der Landrat Maximilian Droste zu Vischering-Padberg weiterhin Kirchenpatron in Madfeld war.
Seit dem 1. Januar 2003 gehört die Pfarrei zum Pfarrverbund Thülen im Dekanat Hochsauerland-Ost.

## Baugeschichte
Die Madfelder Kirche war ursprünglich eine dreischiffige romanische Basilika. Der heutige Chor zeugt noch von dieser Bauphase. Einem Verhör des Vizekurats Matthias Bodeker vom 25. April 1615 ist zu entnehmen, dass die Kirche baufällig war. Dies hatte sich nach dem Dreißigjährigen Krieg nicht geändert. Die Seitenschiffe drohten einzustürzen.
Im Jahr 1806 wurden die alten Kirchenschiffe abgetragen und bis 1809 ein Neubau an den bestehenden Chorraum angebaut. Dieser Neubau ist einschiffig und dreijochig. Die Sakristei wurde 1888 ergänzt. Der 36 Meter hohe Kirchturm an der Westseite folgte 1891, zwischen 1897 und 1900 wurde die flache Spalierdecke im Kirchenschiff durch ein Gewölbe mit äußeren Strebepfeilern ersetzt.
Im Herbst 1970 wurden unter der Sakristei ein Keller und der Heizungskanal ausgeschachtet. Dabei wurden zwei Doppelgräber und ein Einzelgrab aus der Bauzeit des Kirchenschiffs gefunden. Ab 1994 wurden das Kirchendach und der Kirchturm renoviert und komplett mit Naturschiefer eingedeckt. Vier Jahre später wurde eine Innenrenovierung durchgeführt und eine neue Heizungsanlage eingebaut.

## Ausstattung
In der Kirche befindet sich eine Doppelmadonna. Sie stammt angeblich aus dem Kloster Bredelar und wurde von Heinrich Papen gefertigt. Gleiches gilt für die Kanzel.
Der südliche Seitenaltar wurde 1856 aus der Stadtpfarrkirche Geseke gekauft und stammt aus dem 18. Jahrhundert. Er ist der heiligen Anna geweiht. Nach dem Muster dieses Altars fertigte 1859 der Tischlermeister Lindhoff aus Geseke den nördlichen Seitenaltar, einen Rosenkranzaltar. Die Gemälde beider Altäre sind neuer. Weiterhin verfügt die Kirche über einen Taufstein aus dem 18. Jahrhundert, einen Zelebrieraltar, der 1983 von Theodor Sprenger geschaffen wurde, einen Kriegergedenkwinkel, eine figürliche Pietà und Kirchenbänke von Hermann Rüther, die um 1900 entstanden sind.

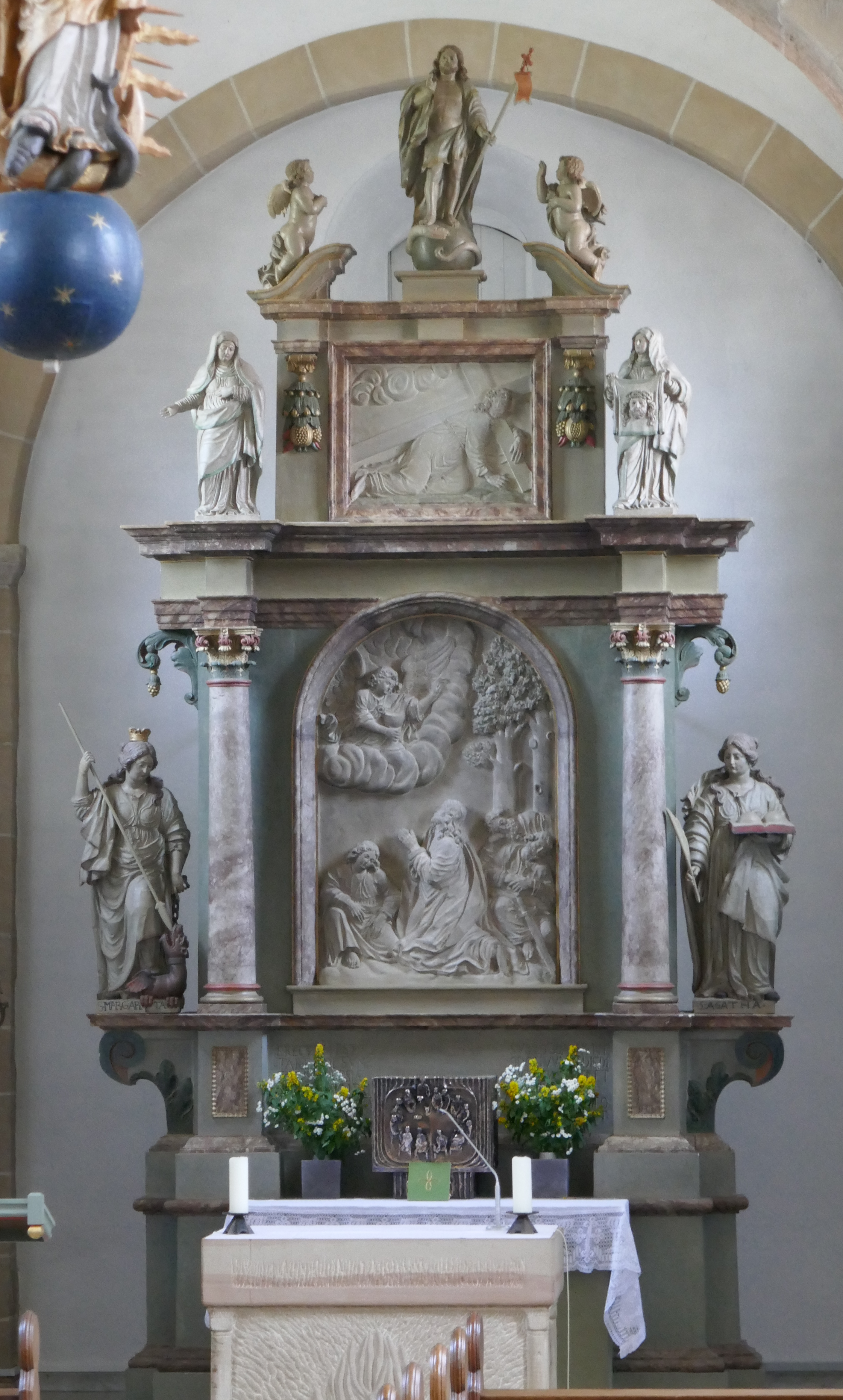
Hochaltar
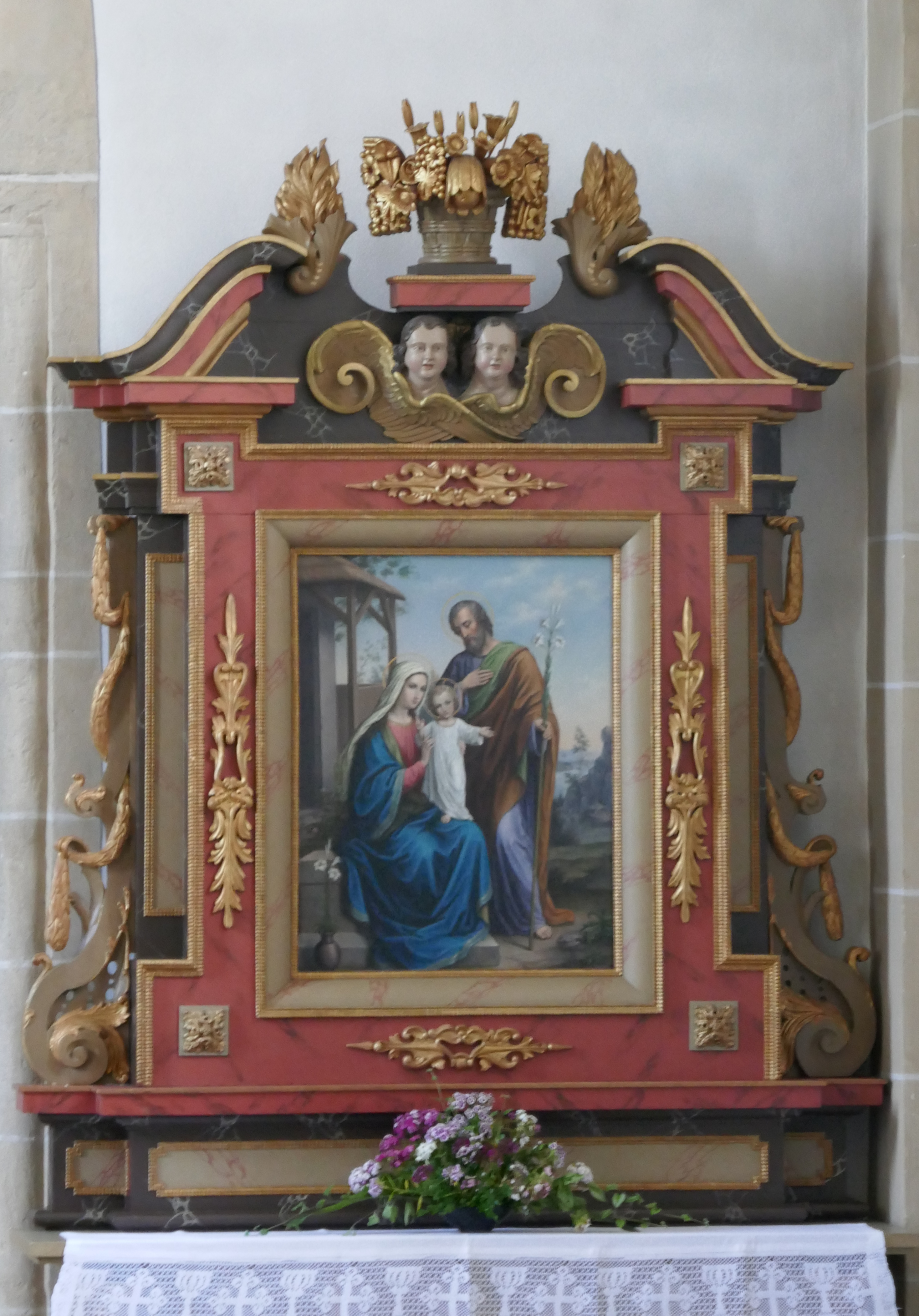
Südlicher Seitenaltar
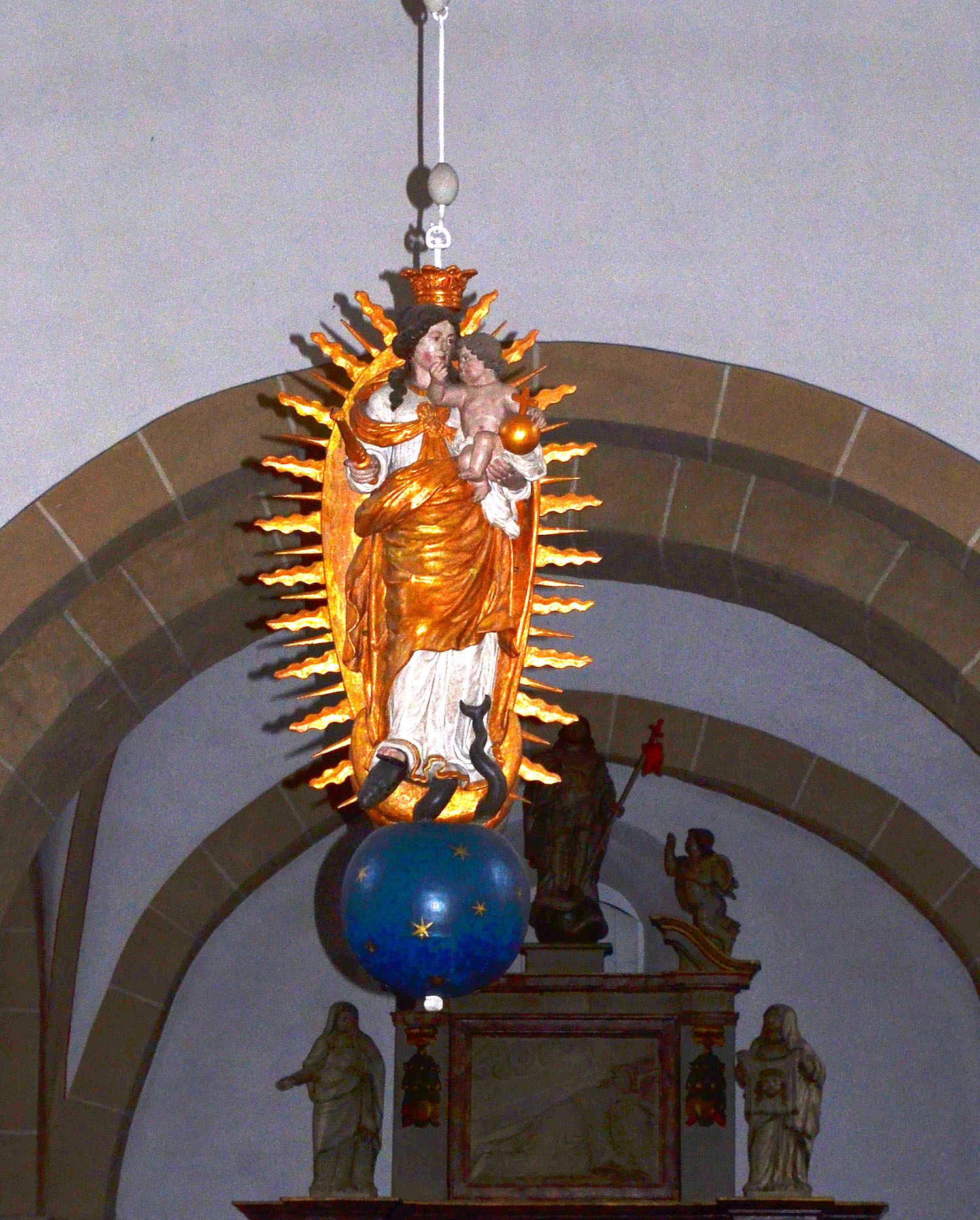
Vorderseite der Doppelmadonna, im Hintergrund Relief des Hochaltars
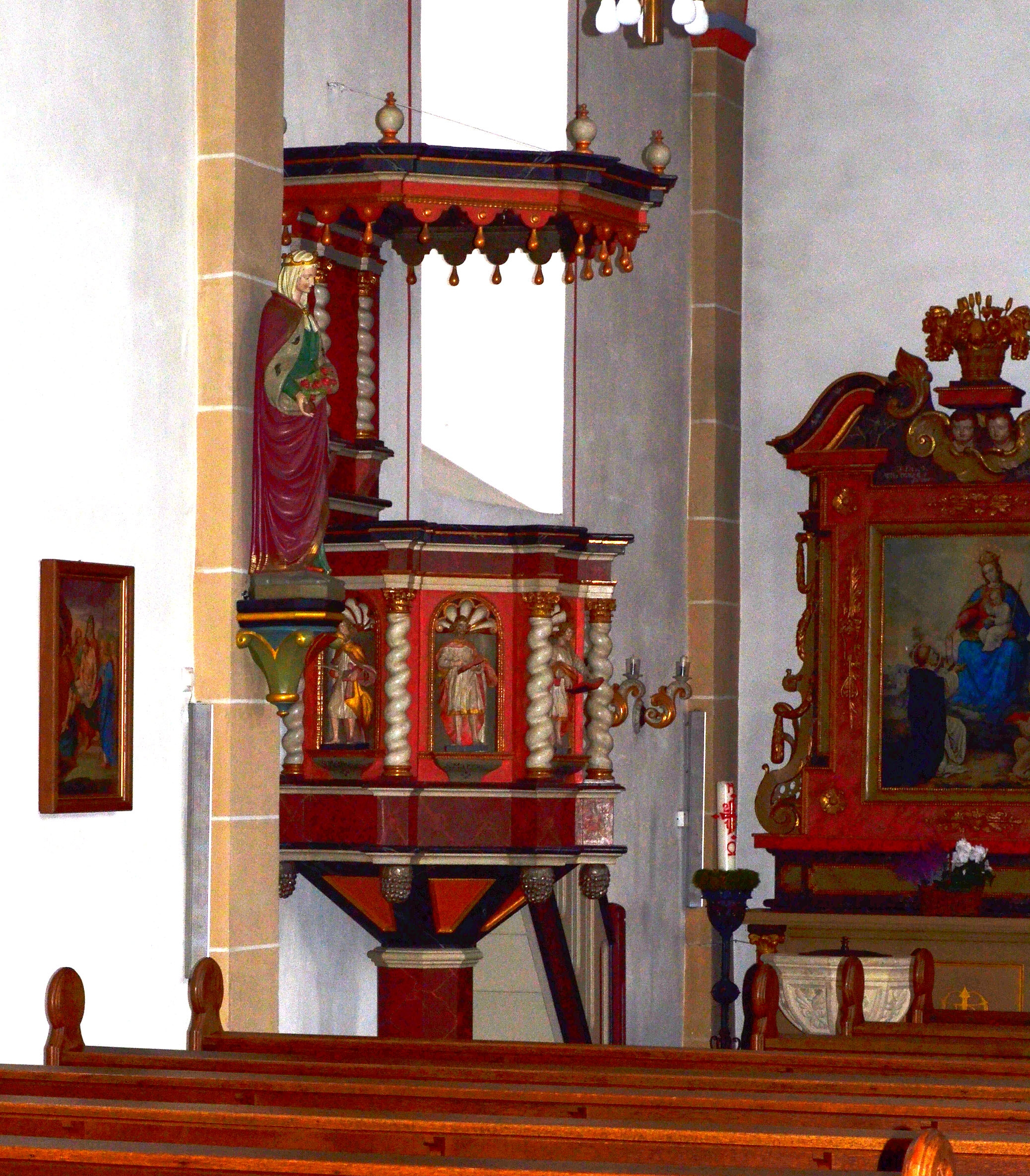
Kanzel und Teile des nördlichen Seitenaltars
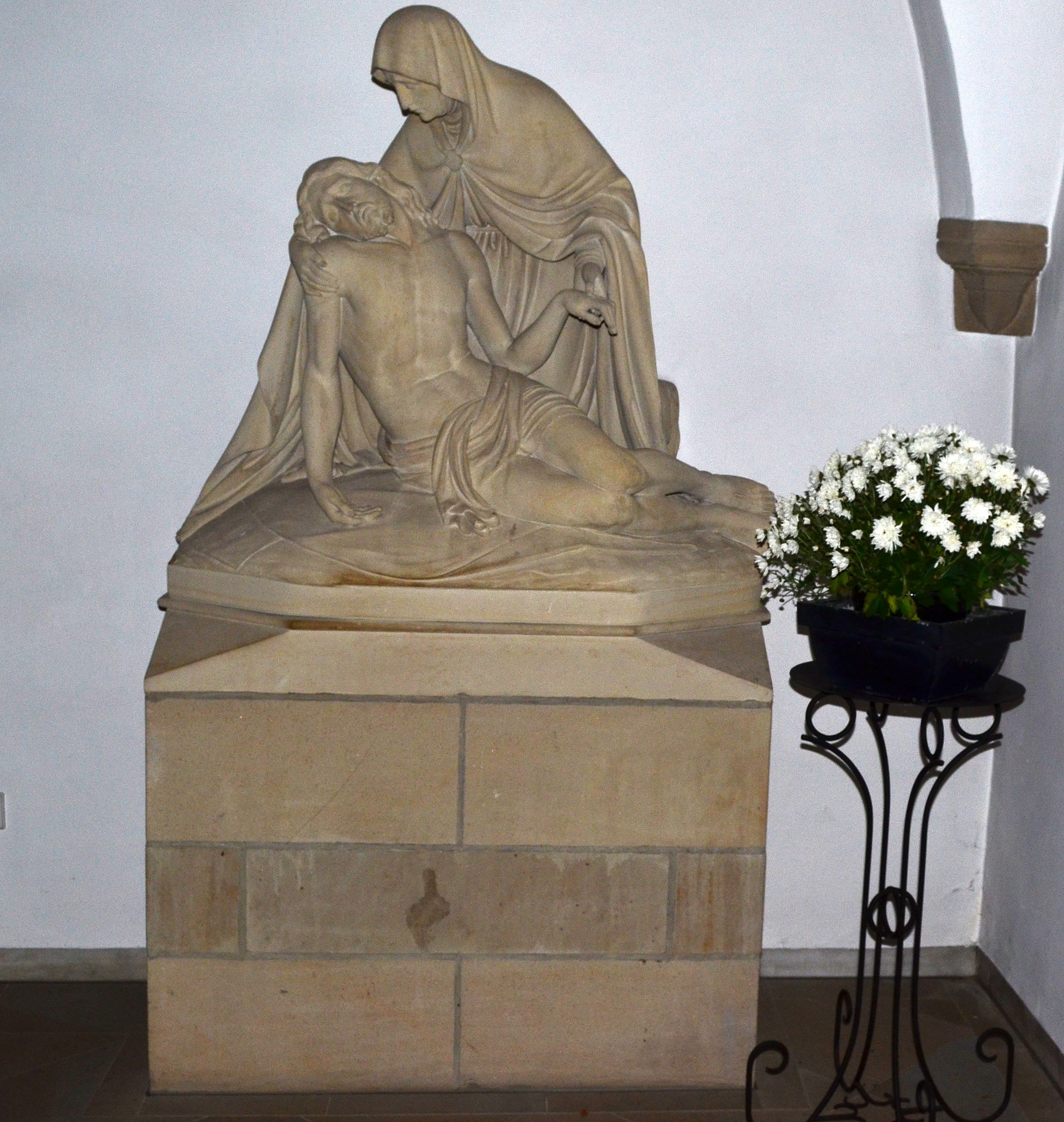
Pietà
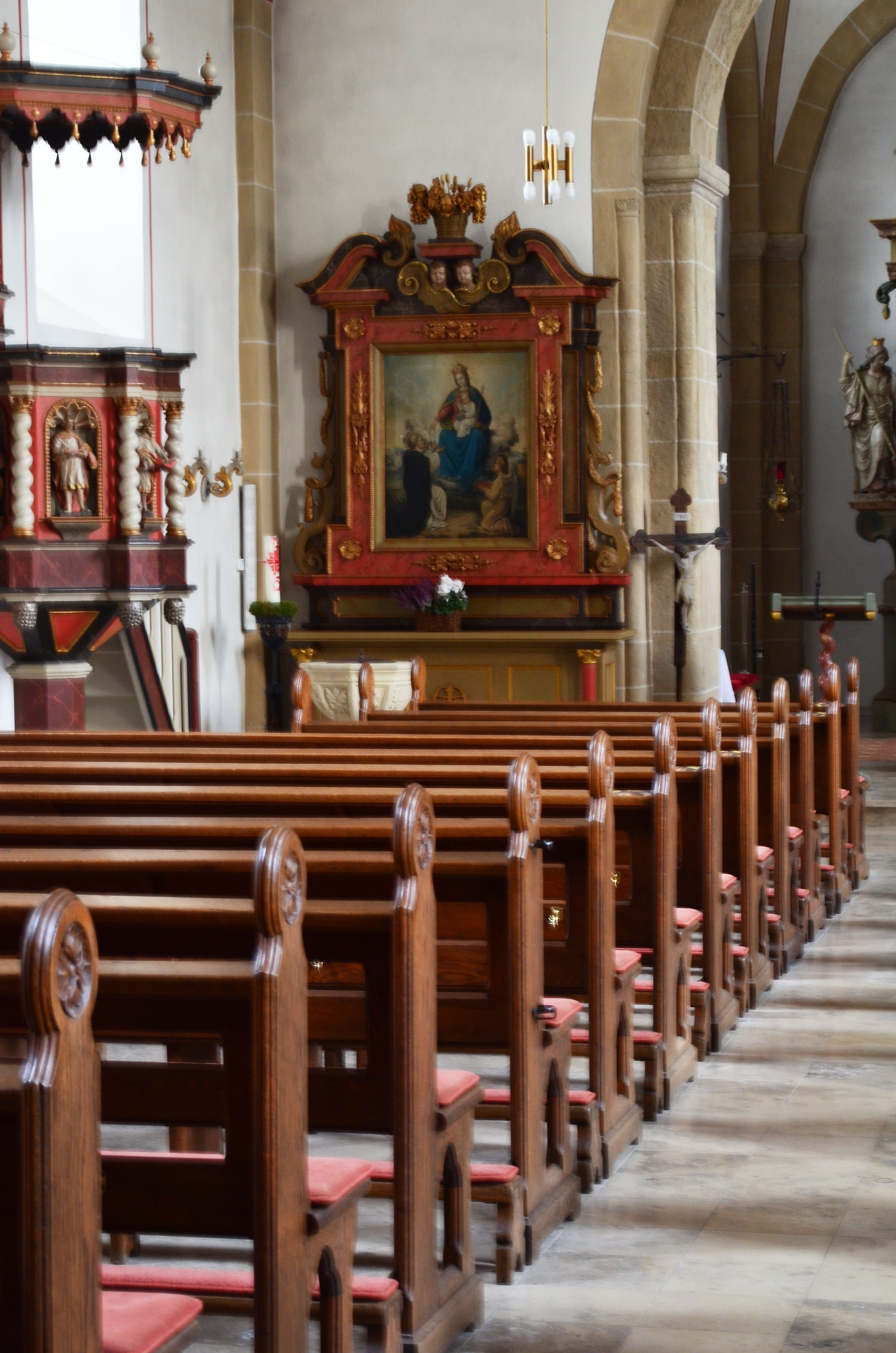
Kirchenbänke, im Hintergrund Kanzel und nördlicher Seitenaltar

### Hochaltar

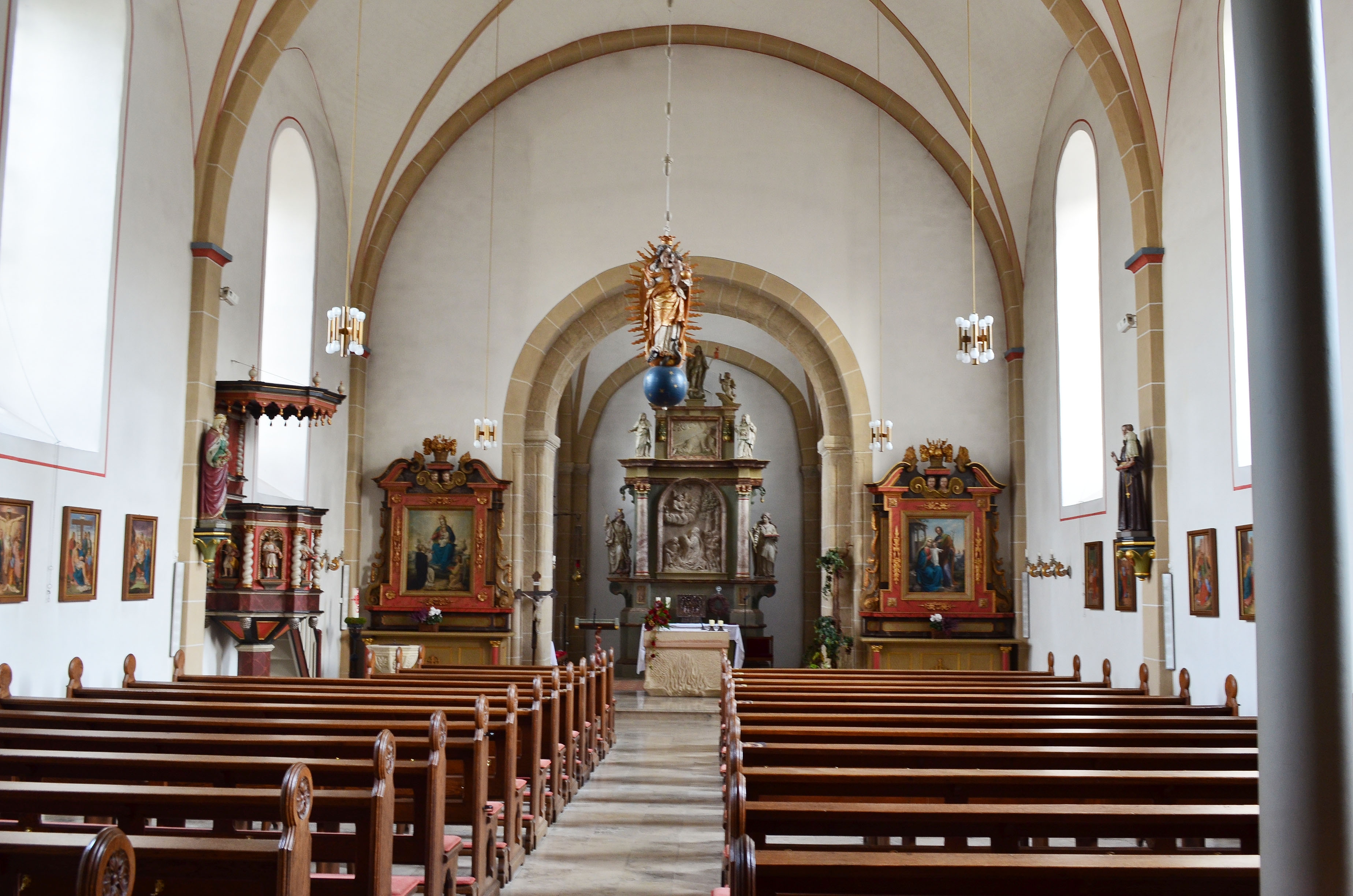
Blick durch die Kirche auf den Altarraum

Die Kirche St. Margaretha Madfeld beherbergt im Chor einen barocken Hochaltar. Er wurde 1681 von Pfarrer Johannes Theodori in Auftrag gegeben und am 29. Oktober 1681 geweiht. Der Altar entstammt der Werkstatt von Heinrich Papen und besteht aus Mehlstein aus Giershagen und Alabaster aus Adorf. Er zeigt in der Mitte ein Relief mit Jesus im Garten Gethsemane. An den Seiten befinden sich Figuren der heiligen Margarethe (links) und der heiligen Agatha (rechts), der Patronin Bleiwäsches. Darüber befindet sich ein rechteckiges Relief, in dem Jesus unter dem Kreuz fällt. Daneben befinden sich kleinere Figuren, links Maria und rechts Veronika mit dem Schweißtuch. Oberhalb des Reliefs befindet sich eine weitere Figur, die den auferstandenen Christus mit der Siegesfahne darstellt.

### Orgel
Die Orgel trägt an der Prospektfront eine Inschrift von 1809 mit den Initialen F. G., die auf Friedrich Gerlach und damit auf das Kloster Bredelar hindeuten. Sie hatte 1841 nur fünf Register, 1887 war mehrfach der Orgelbauer Clewing an ihr tätig und von 1895 liegt eine Abrechnung der Firma Stockmann über die Stimmung von 13 Registern vor. Möglicherweise wurden die einzelnen Register nach und nach ergänzt. Zwei Register wurden ersetzt, die Übrigen sind original erhalten. Die Orgel wurde 2000 komplett restauriert.
| Manual I  |      |  |
| Prinzipal | 8′   |  |
| Bordun    | 16′  |  |
| Hohlflöte | 8′   |  |
| Gambe     | 8′   |  |
| Octave    | 4′   |  |
| Quinte    | 2 ⁄3 |  |
| Mixtur    | 2 ⁄3 |  |

| Manual II  |    |  |
| Gedackt    | 8′ |  |
| Salicional | 4′ |  |
| Principal  | 2′ |  |

| Pedal     |     |  |
| Subbass   | 16′ |  |
| Octavbass | 8′  |  |
| Trompete  | 8′  |  |

- Koppeln: Forte, II–I, I–P